# Амбър Бенсън
Амбър Бенсън (на английски: Amber Benson) е американска актриса, режисьорка, филмова продуцентка и писателка на фентъзи.
Известна е най-вече с ролята си на Тара Маклей в ТВ сериала „Бъфи, убийцата на вампири“. На основата на едноименния комикс пише комикса „Уилоу и Тара“.
На 6-годишна възраст участва в продукцията „Лешникотрошачката“ на „Alabama Ballet Company“. През 1995 г. играе в „Bye Bye Love“, където изпълнява второстепенна роля.